# Hulkort
Hulkort (eller "Hollerith kort”) er en gammel teknik til digitalisering og opbevaring af data.
Som navnet siger, er det et kort/karton, som kan indeholde huller, der igen danner en kode. Kortet blev først anvendt under den amerikanske folketælling i 1890. Hulkortet og tabuleringsmaskinerne var opfundet af Herman Hollerith året før. Hollerith skabte et firma, Tabulating Machine Company, som senere blev købt af Thomas J. Watson Sr., der grundlagde IBM i 1914. Holleriths hulkort svarer til størrelsen af en $1-seddel, hvilket var ganske praktisk af hensyn til opbevaring i skuffer.
Historien går egentlig helt tilbage til Joseph Jacquard, der i 1801 brugte hulkort som kontrolenhed for styring af en Jacquard-væv. Charles Babbage, 1840-1871, havde idéen om at bruge disse hulkort til programmering af hans Analytical Engine. 
Firmaet UNIVAC fandt også på et hulkort – men i modsætning til IBM's 80 tegn i bredden, valgte de 90 tegn. IBM fik succes med de 80 tegn, som går igen som standard for adskillige skrive- og skærmterminaler. IBM-kortet har for hvert af de 80 tegn i bredden 12 hulmuligheder. I starten var kodningen enkel nok – et hul i position 0 betød et nul, i position 1 betød et ettal osv. Men kombinerer man de 12 muligheder, kunne man også indtaste bogstaver og tegn. Række 0 til 9 benævntes cifferhuller, række 11, 12 og 0 (bemærk overlap) benævntes overhuller.
Tegnsættet EBCDIC blev introduceret i 1964 af IBM. Ofte skrev man betydningen af den enkelte hulning øverst på kortet, så det også kunne læses af et menneske. Hulkort blev gerne forsynet med et sekvensnummer, således at man maskinelt kunne sortere kortene, hvis man tabte en stak på gulvet.
Hulkort blev benyttet til registrering, opbevaring af data, samt til kildekode til computerprogrammer. Nogle programmeringssprog bærer præg af hulkorttiden, idet bestemte kolonner kan have en bestemt betydning. F.eks. vil et C i kolonne 6 i et FORTRAN-program indikere, at linjen er en fortsættelse af foregående linje (continuation)(de første 5 kolonner er linjenummeret). Computere kunne også producere hulkort som output af en kørsel, indeholdende data, der skulle behandles ved en senere lejlighed.
En HULRIK, HULkortRegningsIndbetalingsKort, var et særligt hulkort, der en overgang blev brugt til at sende regninger ud og registrere indbetalingen på posthuset. Det var sårbart over for bukning og andre skader. 
En særlig form for ”hulkort” var beregnet til udfyldelse med blyant og kunne aflæses optisk eller elektrisk. De var især egnede til registrering ”i marken” i forbindelse med statistiske undersøgelser og lignende. Der fandtes også en OPRIK.